# División de Honor (Schach) 2020
Die División de Honor 2020 war die 26. Saison der División de Honor und gleichzeitig die 64. Spanische Mannschaftsmeisterschaft im Schach. Sie wurde mit acht Mannschaften ausgetragen. Die Mannschaft von C. A. Silla-Bosch Serinsys, die erst im Vorjahr aufgestiegen war, wurde Meister, während sich der Titelverteidiger Magic Extremadura mit dem dritten Platz begnügen musste. Aus der Primera División war außerdem C. A. Andreu Paterna aufgestiegen. Auch dieser erreichte den Klassenerhalt, während C. A. Solvay und C. A. Collado Villalba absteigen mussten.
Zu den Mannschaftskadern der teilnehmenden Vereine siehe Mannschaftskader der División de Honor (Schach) 2020.

## Modus
Die acht teilnehmenden Mannschaften spielten ein einfaches Rundenturnier. Gespielt wurde an sechs Brettern, wobei mindestens eine Frau eingesetzt werden musste. Über die Platzierung entschied zunächst die Zahl der Mannschaftspunkte (zwei Punkte für einen Sieg, ein Punkt für ein Unentschieden, kein Punkt für eine Niederlage) und danach die Anzahl der Brettpunkte (ein Punkt für einen Sieg, ein halber Punkt für ein Remis, kein Punkt für eine Niederlage). Die beiden Letzten stiegen in die Primera División ab. 

## Termine und Spielort
Das Turnier wurde vom 23. bis 29. September in Linares gespielt.

## Endtabelle
| Pl. | Verein                         | Sp | G | U | V | Mannsch.-P. | Brett-P.  |
| --- | ------------------------------ | -- | - | - | - | ----------- | --------- |
| 01. | C. A. Silla-Bosch Serinsys (N) | 7  | 4 | 3 | 0 | 11:3        | 26,0:16,0 |
| 02. | C. A. Andreu Paterna (N)       | 7  | 4 | 2 | 1 | 10:4        | 24,5:17,5 |
| 03. | Magic Extremadura (M)          | 7  | 4 | 1 | 2 | 9:5         | 23,5:18,5 |
| 04. | C. A. C. Beniajan Duochess     | 7  | 3 | 1 | 3 | 7:7         | 22,0:20,0 |
| 05. | Gros Xake Taldea               | 7  | 3 | 1 | 3 | 7:7         | 20,0:22,0 |
| 06. | Jaime Casas Monzon             | 7  | 3 | 0 | 4 | 6:8         | 22,5:19,5 |
| 07. | C. A. Solvay                   | 7  | 3 | 0 | 4 | 6:8         | 21,0:21,0 |
| 08. | C. A. Collado Villalba         | 7  | 0 | 0 | 7 | 0:14        | 8,5:33,5  |

## Entscheidungen
|     | spanischer Mannschaftsmeister: C. A. Silla-Bosch Serinsys               |
|     | Absteiger in die Primera División: C. A. Solvay, C. A. Collado Villalba |
| (N) | Vorjahresaufsteiger                                                     |

## Kreuztabelle
| Ergebnisse | Ergebnisse                 | 01. | 02. | 03. | 04. | 05. | 06. | 07. | 08. |
| ---------- | -------------------------- | --- | --- | --- | --- | --- | --- | --- | --- |
| 01.        | C. A. Silla-Bosch Serinsys |     | 3   | 3   | 3   | 3½  | 4   | 3½  | 6   |
| 02.        | C. A. Andreu Paterna       | 3   |     | 3½  | 2½  | 3   | 3½  | 4½  | 4½  |
| 03.        | Magic Extremadura          | 3   | 2½  |     | 3½  | 4   | 4   | 2½  | 4   |
| 04.        | C. A. C. Beniajan Duochess | 3   | 3½  | 2½  |     | 2½  | 2   | 4   | 4½  |
| 05.        | Gros Xake Taldea           | 2½  | 3   | 2   | 3½  |     | 1½  | 3½  | 4   |
| 06.        | Jaime Casas Monzon         | 2   | 2½  | 2   | 4   | 4½  |     | 2   | 5½  |
| 07.        | C. A. Solvay               | 2½  | 1½  | 3½  | 2   | 2½  | 4   |     | 5   |
| 08.        | C. A. Collado Villalba     | 0   | 1½  | 2   | 1½  | 2   | ½   | 1   |     |

## Die Meistermannschaft
| 1.            | C. A. Silla-Bosch Serinsys                                                                                     |
| Schachfiguren | Anton Korobow, Alexei Schirow, Nicat Abbasov, Alvar Alonso Rosell, José Fernando Cuenca Jiménez, Pia Cramling. |